# Trespassing (песня)
«Trespassing» — песня американского певца Адама Ламберта из второго студийного альбома «Trespassing». Трек выпущен третьим и финальным синглом из альбома 8 октября 2015. Композиция написана Адамом совместно с ,Фарреллом Уильямсом, который также выступил продюсером песни.

## Создание и выпуск
5 сентября некоторые радиостанции объявили о том, что песня «Trespassing» будет выпущена синглом. После появления этой информации, Адам официально объявил о том, что трек будет выпущен третьим синглом. Также Ламберт объявил о конкурсе для фанатов, который заключался в создании видео записи исполнения сингла фанатами. Лирикс видео к песне было загружено на официальный канал Адама на YouTube 4 октября 2012 года. На радио сингл был выпущен 8 октября 2012, а на физическом носителе, включающем в себя помимо самой песни ещё семь треков, 16 октября, того же года. «Trespassing» дебютировала на 38 месте в Венгерском радио-чарте. Видео на песню снято не было.

## Список композиций
CD EP
1. 1 «Trespassing» (Radio Edit) — 3:00
2. 2 «Trespassing» (Benny Benassi Remix) — 6:00
3. 3 «Trespassing» (Zak Waters Radio Remix) — 3:49
4. 4 «Trespassing» (vAnity mAchine Remix) — 4:18
5. 5 «Never Close Our Eyes» (R3hab Remix) — 4:33
6. 6 «Never Close Our» (Mig & Rizzo Radio Edit) — 4:42
7. 7 «Better Than I Know Myself» (Robert Marvin & Shearer Remix — Ammo) — 3:36
8. 8 «Pop That Lock» (Johnny Labs Extended Mix) — 4:46

## Чарты
| Chart (2012)                        | Peak position |
| ----------------------------------- | ------------- |
| Canada (Canadian Hot 100)           | 92            |
| Венгрия (Rádiós Top 40)             | 38            |
| US Hot Dance Club Songs (Billboard) | 33            |